# Comuna Zinove, Putîvl
Zinove (în ucraineană Зінове) este o comună în raionul Putîvl, regiunea Sumî, Ucraina, formată din satele Bilohalîțea, Harivka, Kurdiumove, Latîșivka, Peresîpkî, Pișkove, Ponîzivka, Șcekîno, Sonțeve și Zinove (reședința).

## Demografie
Componența lingvistică a comunei Zinove
     Rusă (63,12%)
     Ucraineană (36,88%)
Conform recensământului din 2001, majoritatea populației comunei Zinove era vorbitoare de rusă (63,12%), existând în minoritate și vorbitori de ucraineană (36,88%).